# Толонов червен колобус
Толоновият червен колобус (Procolobus tholloni) е вид бозайник от семейство Коткоподобни маймуни (Cercopithecidae). Видът е застрашен от изчезване.